# Papinska rimska akademija za arheologiju
Papinska rimska akademija za arheologiju (talijanski: Pontificia Accademia Romana di Archeologia) je papinska akademija čija zadaća je promicanje i provođenje arheoloških istraživanja vezanih uz kršćanstvo. Djeluje pod nadzorom i upravom Papinske komisije za sakralnu arheologiju. Akademiju je osnovao papa Pio VII. 1810. godine. Neki od značajnijih članova su bili i Bertel Thorvaldsen, Fridrik Vilim IV., pruski kralj, Karlo Albert Sardinijski, kralj Pijemonta-Sardinije i drugi.

## Predsjednici
Popis predsjednika akademije od 1974. do danas:
- Antonio Maria Colini (1974. – 1975.)
- Carlo Pietrangeli (1975. – 1982.)
- Silvio Accame (1983. – 1991.)
- Carlo Pietrangeli (1991. – 1994.)
- France Victor Saxer (1995. – 2003.)
- Letizia Pani Ermini (7.svibnja 2003. – 21. rujna 2011.)
- Marco Buonocore (21. rujna 2011. - trenutačni)

## Akademijine publikacije
- Leggi della Pontificia Accademia Romana di Archeologia (Rim, 1894.)
- Omaggio al II Congresso Internazionale di Archeologia Cristiana in Roma (Rim, 1900.)
- Bullettino di Archeologia Cristiana, Giovanni Battista De Rossi (1894.)
- Il Nuovo Bullettino di Archeologia Cristiana (Rim, 1894. – 1906.)